# Eliane Coelho
Eliane Coelho (sinh năm 1951 tại thành phố Rio de Janeiro) là nữ ca sĩ giọng soprano người Brasil. Bà là một nghệ sĩ xướng âm tại nhà hát Opera Frankfurt, Đức. Bà cũng đã từng biểu diễn nhiều vở nhạc tại nhà hát Vienna Staatsoper, Áo.

## Tiểu sử
Coelho ban đầu vốn là sinh viên khoa kiến trúc tại một trường cao đẳng ở thành phố Rio de Janeiro. Tuy nhiên, bà đã sớm quyết định chuyển sang phát triển sự nghiệp ca hát ở châu Âu. Bà từng là một học trò của nghệ sĩ Solange Petit-Renaux, cựu ngôi sao của nhà hát opera Paris. Năm 1971, bà chuyển đến Đức và học tại thành phố Musikhochschule, Hanover. Vào năm 1974, bà đã bắt đầu hát các vở như: Nannetta, Gretel, Zdenka, Violetta, Liù và Konstanze. Năm 1976, bà chủ yếu biểu diễn tại Stadttheater, Bremen. Bà ở lại nơi này trong khoảng thời gian là sáu năm với các vai như Fiorilla trong vở nhạc Il turco in Italia, Norina trong Don Pasquale, Hanna Glawari trong The Merry Widow và Lulu trong vở nhạc cùng tên của Berg.
Khoảng năm 2005, Eliane Coelho tạm nghỉ ca hát trong vài tháng để chữa bệnh ung thư. Sau khi đã điều trị thành công, bà quay trở lại trong vở nhạc của Bellini, Norma. Bà cũng trở về Brasil để biểu diễn. Bà từng thể hiện ca khúc La Gioconda tại nhà hát Teatro Amazonas ở thành phố Manaus; bà cũng vào vai Lady Macbeth trong vở Mzensk tại São Paulo vào năm 2007.